# 페드로 레게이로
페드로 레게이로 파골라(바스크어: Pedro Regueiro Pagola pedro re'gueiɾo pa'gola; 1909년 12월 19일, 바스크 주 이룬 ~ 1985년 6월 11일, 멕시코 시)는 스페인의 축구 선수로, 현역 시절 미드필더로 활약했다.

## 축구 경력
레게이로는 바스크 주의 이룬 출신으로, 1925년에 레알 우니온에서 선수 생활을 시작했다. 그는 1929년에 베티스로 한 시즌 동안 이적해서 활동하다가 레알 우니온에 복귀해 2년 더 활동했다. 1932년, 레알 마드리드로 이적해 그의 형 루이스 레게이로와 한배를 타기도 했다.
1937년과 1938년 사이 그의 고향에서 스페인 내전이 발발하자, 그는 바스크 대표팀 일원으로 구미 대륙을 일주했고, 멕시코로 건너가서 에우스카디(바스크 망명 구단)소속으로 1938-39 시즌에 프리메라 푸에르사에서 활동했다. 그는 이후 아스투리아스에 입단하여 동생 토마스 레게이로와 한배를 탔고, 소속 구단이 1943-44 시즌에 새로 출범한 프리메라 디비시온 데 메히코 우승을 할 수 있도록 도왔다.

## 사생활
1939년, 레게이로는 멕시코에 정착하여 1943년에 페리 로메로를 배우자로 맞이하여 슬하에 네 명의 자식을 두었다: 페드로, 마리 카르멘, 마리아 에우헤니아, 그리고 호세.